# (1229) Tilia
(1229) Tilia és l'asteroide número 1229 que pertany al cinturó exterior d'asteroides. Va ser descobert per l'astrònom Karl Wilhelm Reinmuth des de l'observatori de Heidelberg, Alemanya, el 9 d'octubre de 1931. La seva designació alternativa és 1931 TP1. Està anomenat pels til·lers, una planta de la família de les malváceas.